# Stefan Vogenauer
Stefan Vogenauer (1968) é um jurista alemão, que é diretor do Instituto Max Planck de História do Direito Europeu. Anteriormente, ele foi professor de Direito Comparado na Universidade de Oxford.